# Tumuli de Champ Châlon
Les tumuli de Champ Châlon sont un ensemble de sept tumuli néolithiques formant deux nécropoles distantes d'environ 600 m situées au nord de la forêt de Benon sur la commune de Benon en Charente-Maritime. Les deux nécropoles sont dénommées Champ Châlon I (cinq tumuli) et Champ Châlon II (deux tumuli). Seule la nécropole de Champ Châlon I a été fouillée. Les datations au radiocarbone indiquent une utilisation des monuments entre le Ve et le IVe millénaire av. J.-C.

## Historique
Les tumuli de Champ Châlon furent découverts par Frédéric Bouin en 1979 (Champ Châlon I) et 1982 (Champ Châlon II). Tous les tumuli de Champ Châlon I (hormis le tumulus E) furent fouillés sous la direction de Roger Joussaume et Robert Cadot entre 1980 et 1986. Les tumuli B et C sont classés au titre des monuments historiques depuis le 6 août 1992.

## Champ Châlon I
Les tumuli ont été baptisés A, B, C, D et E, d'ouest en est. Ils sont sensiblement alignés sur une hauteur orientée nord-ouest/sud-est dominant actuellement une dépression marécageuse située environ 40 m plus bas qui devait correspondre au Néolithique à une avancée maritime, le niveau de la mer étant à l'époque 5 à 6 m plus bas qu'actuellement. Masqués par le couvert forestier, les tumuli ne furent découverts qu'à l'occasion de travaux forestiers qui entraînèrent la destruction de la plus grande partie du tumulus D. Les tumuli A et B sont distants de 20 m, 105 m séparent les tumuli B et C et 60 m les tumuli C et E. On peut les classer en deux groupes distincts selon leur architecture.
Le premier groupe, constitué des tumuli A, C et D, correspond à des monuments de forme allongée, assez élevés et entourés d'un fossé sur leurs longs côtés. Leur cairn s'apparente à un trapèze allongé, orienté est-ouest, dont la taille est disproportionnée par rapport aux dolmens qu'ils renferment (tumuli A et C) ou à la chambre funéraire qu'il pourrait avoir accueillie (tumulus D). D'ouest en est, leur rapport longueur/largeur décroît régulièrement et leur longueur augmente régulièrement des deux tiers de la longueur du monument précédent : 15 m pour le tumulus A, 25 m pour le C, 40 m (longueur originelle estimée) pour le D. La plus grande partie du monument est constituée d'un cairn constitué par des rangées d'alvéoles disposées de part et d'autre d'une arête axiale. Chaque alvéole est remplie d'une masse de pierrailles.
Le second groupe rassemble des tumuli (B et E), peu élevés et sans fossé périphérique apparent.

### Tumulus A

#### Architecture
Lors des fouilles, le monument fut complètement déconstruit, fouillé exhaustivement puis reconstruit. C'est un quadrilatère d'environ 15 m de long côté nord et 14 m de long côté sud sur 7,60 m de large résultant de l'adjonction de trois parties. Le cairn aurait pu atteindre 4 m de hauteur dans sa partie ouest au niveau de la chambre funéraire. La partie centrale est un noyau en terre sur lequel a été édifié un système alvéolaire. L'extrémité Est fut construite avec des pierres plus grosses et s'apparente à un contrefort. Sur les deux tiers de sa longueur, le cairn est une simple masse rocheuse, vide de toute construction, n'ayant accueilli que les ossements d'un seul homme dans sa partie supérieure. L'ensemble était ceinturé par un mur de parement d'environ 1 m de hauteur.
La chambre fut construite en pierres sèches, sans aucun orthostate. De plan carré (environ 2 m de côté) avec des angles arrondis et des parois plus ou moins concaves, elle est précédée d'un couloir légèrement oblique orienté plein nord. Elle était recouverte par encorbellement, mais cette couverture s'est effondrée assez rapidement. Le sol n'était pas dallé. Plus tardivement, à l'âge du Bronze, une cellule latérale (moins de 1,50 m de long sur 1 m de large) fut aménagée le long du mur de parement côté est de la chambre par creusement dans le cairn. Elle devait être recouverte de branches d'arbres surmontées de quelques pierres. Un petit coffre a été reconnu dans l'angle sud-ouest du cairn.
Selon Joussaume, la construction du tumulus aurait pu être réalisée par une dizaine de personnes en un mois. La partie centrale et le contrefort auraient été construits dans un premier temps, la construction de la chambre funéraire couverte intervenant dans un second temps. Les pierres de construction ont été prélevées dans les deux carrières creusées de part et d'autre du tumulus sur les côtés longs, à 3 m de distance côté nord et 3,50 m côté sud. Ces carrières nord et sud forment deux dépressions ovalaires de respectivement 15,80 m de long sur 6,70 m de large pour une profondeur de 1 à 2 m côté nord et 13,3 m de long sur 10,20 m de large pour une profondeur maximale de 1,80 m côté sud.

#### Matériel archéologique
La chambre renfermait peu d'ossements humains, mais le décompte des dents correspond à celui de huit personnes, trois enfants et cinq adultes. La datation des os indique une utilisation de la chambre entre 3709 et 3540 av. J.-C. L'inhumation a pu se dérouler en deux phases : les corps étaient déposés dans la chambre pour s'y décomposer (des traces de mollusques nécrophages ont été retrouvées sur place), puis les ossements étaient retirés et transportés ailleurs, ceux qui furent retrouvés correspondant alors à la dernière inhumation.
Dans la cellule latérale, ce sont les ossements de cinq adultes, un adolescent et un enfant qui ont été découverts. Ils correspondent à des inhumations successives sur une période assez longue. La datation au C14 d'un os a permis de déterminer que l'utilisation de cette cellule fut bien postérieure (entre 1737 et 1519 av. J.-C.) à celle de la chambre funéraire.
Le mobilier archéologique accompagnant les dépouilles était constitué d'une lame de hachette en fibrolithe, d'une canine de canidé perforée et d'une grosse perle taillée dans une dent de boviné. Deux poteries fragmentées (dont une coupe à socle décorée) et une armature de flèche en silex blanc ont été découvertes sur le seuil d'entrée de la chambre sous une dalle renversée qui devait correspondre à la porte de fermeture temporaire de la chambre, entre deux inhumations. Ce mobilier funéraire est caractéristique du Néolithique moyen II régional. La cellule latérale ne contenait aucun artefact et le petit coffre n'a livré qu'un tesson de poterie grossière attribuable au Néolithique final ou au Bronze ancien. Aucun matériel archéologique n'a été découvert, ni dans le volume central, ni dans les carrières.

### Tumulus B
Il est situé à environ 20 m à l'est du tumulus A. Le tumulus prend la forme d'un trapèze très allongé (15 m de long pour 8 m de large côté est et 6,70 m côté ouest). Il renferme deux chambres quadrangulaires à couloir encloses dans leur propre cairn circulaire correspondant à une construction en deux temps. L'ensemble devait atteindre à l'origine une hauteur de 2,50 à 3 m. Les fouilles n'ont pas permis de localiser la présence d'éventuelles carrières d'extractions à proximité, hormis celles du tumulus A.

#### Chambre B1
La chambre est entourée d'un cairn de 8,60 m de diamètre entouré d'un double parement. L'accès se faisait par un couloir désaxé ouvrant au sud, long de 3 m environ sur environ 0,80 à 1 m de large, donnant à l'ensemble une forme en « q » typique des dolmens angoumoisins. Le couloir est construit en pierres sèches et comporte un dallage sommaire type opus incertum. La hauteur sous plafond du couloir et la nature même de ce plafond demeurent inconnus, ainsi que la nature du passage du couloir à la chambre (dalle de fermeture ?, absence de fermeture ?). La chambre est de forme rectangulaire (2,60 m de long sur 2,30 m de large). Les côtés sont délimités par une alternance de petits orthostates (hauteur maximale 1 m pour 0,60 m de largeur) et de murets en pierres sèches. Le sol est dallé avec des plaquettes en calcaire posées à même le substrat rocheux. La chambre devait être recouverte par encorbellement, les quelques orthostates latéraux n'étant pas suffisants pour soutenir le poids d'une à plusieurs tables de couverture.
L'étude des 131 dents retrouvées dans la chambre indique qu'elle renfermait les dépouilles de sept à huit personnes, dont deux enfants. Les quelques connexions anatomiques constatées permettent d'envisager que les corps furent déposés en entier sur la dallage de la chambre. La datation au radiocarbone d'un os indique une période comprise entre 4336 et 4005 av. J.-C. Le mobilier archéologique retrouvé est peu fourni : deux armatures de flèches tranchantes, un fragment d'aiguille ou d'épingle en os et des tessons de deux coupes à socle avec décor qui furent découverts à l'extérieur de la chambre (dans le couloir et à l'extérieur devant le couloir).

#### Chambre B2
La chambre B2 correspond à une extension vers l'est du tumulus initial englobant la chambre B1. La chambre est de forme légèrement  trapézoïdale (2,70 m de longueur côté est et 2,50 m côté ouest). De plan et de dimensions similaires à la chambre B1, elle en diffère par l'utilisation exclusive d'orthostates jointifs pour en délimiter le périmètre. Le sol était dallé et la chambre était recouverte par encorbellement. Le couloir d'accès mesure près de 3 m de long sur 0,90 m de large. Il était délimité par plusieurs orthostates et était fermé côté extérieur par un muret se confondant avec le parement extérieur. Le passage du couloir à la chambre est marqué par l'existence d'une porte en hublot de 0,80 m de diamètre, taillée dans deux dalles jointives soigneusement bouchardées.
La datation radiocarbone sur os indique une période comprise entre 3973 et 3787 av. J.-C. Les 102 dents découvertes correspondent à six individus distincts. Deux molaires comportaient une trace d'usure en gorge résultant d'une abrasion régulière avec un brin circulaire d'origine végétale : il a été émis l'hypothèse que leur propriétaire était un vannier ou un cordonnier. Le matériel lithique retrouvé se compose de quatre armatures tranchantes et trois éclats et lames. Le reste du mobilier comprend huit fragments de lamelles en défenses de sanglier (dont deux perforées à la base), trois fragments d'épingles en os et des tessons de poterie provenant à un vase-support cylindrique non décoré.

### Tumulus C

#### Architecture
De forme trapézoïdale, l'ensemble mesure environ 25 m de longueur, pour une largeur de 10,60 m à l'est et 9,50 m à l'ouest. Sa structure s'apparente à celle du tumulus A, avec trois parties distinctes :  à l'est un petit dolmen, au centre une masse alvéolaire, et pour envelopper le tout, un cairn quadrangulaire à parement.
La chambre est de forme ovalaire (2 m de longueur sur 1,80 m de largeur). Elle était délimitée par cinq orthostates, dont trois sont désormais manquants, mais reconnus grâce à leur fosse d'implantation, les deux autres ont été brisés sur place, seule leur base demeurant en place. Des vestiges de dallage ont été découverts au sol. La chambre était couverte par encorbellement. Le couloir d'accès, en pierres sèches, de 2,70 m de long sur 1 m de large en moyenne, ouvre à l'est. Son entrée est marquée par deux petites dalles verticales. Le couloir était dallé. L'ensemble était enfermé dans un cairn circulaire à parement d'environ 6 m de diamètre.
Le reste du tumulus est une structure alvéolaire disposée autour d'une arête centrale en pierraille ayant l'allure d'un toit à double pente. Les alvéoles furent édifiées par rangs successifs, d'est en ouest, de part et d'autre de cette arête centrale. La construction des alvéoles est assez sommaire, sans aucune préoccupation esthétique : les contours sont délimités par un entassement de dallettes, puis l'intérieur de l'alvéole ainsi constituée est comblé avec un cailloutis mêlé de terre. Tous les matériaux utilisés proviennent des carrières d'extraction situées de part et d'autre du monument.
Le cairn circulaire de la chambre et la masse alvéolaire furent enfermés dans un cairn trapézoïdal délimité par un mur de parement soigneusement construit dont la hauteur d'origine a pu atteindre 1 à 1,20 m. L'ensemble correspond à une construction à l'architecture mûrement réfléchie.

#### Mobilier archéologique
Les restes osseux de sept individus, dont trois enfants, ont été retrouvés dans la chambre et un squelette en position fléchie correspondant à un individu âgé de plus de 60 ans a été découvert dans le couloir. La datation au radiocarbone indique une période comprise entre 3957 et 3707 av. J.-C. pour les ossements trouvés dans la chambre, et entre 3939 et 3654 av. J.-C. pour ceux du couloir. Le matériel archéologique se limite à un fragment de vase-support à décor de triangles et pointillés.
Le reste du tumulus ne comportait aucun vestige archéologique, hormis des ossements humains disposés dans des fosses aménagées dans la partie supérieure de la masse tumulaire. La fouille de la carrière sud a livré quelques tessons de poteries, un couteau et un fragment de hache polie en silex et une petite pendeloque en roche verte. Une hache polie en dolérite de type Plussulien, en parfait état, découverte à proximité du mur de parement au nord-est, posée à plat sur le sol et recouverte de pierres, semble correspondre à un dépôt volontaire de type offrande.

### Tumulus D
À l'origine, il s'agissait du plus grand des cinq tumuli, mais il fut en grande partie détruit à ses deux extrémités par des engins mécaniques lors de la découverte du site. Sa longueur primitive est estimée à environ 40 m de longueur pour une largeur de 9 m à l'est et 5 m à l'ouest. La partie centrale du tumulus qui demeure (environ 15 m de long) n'a pas été fouillée, seule une tranchée de sondage y fut pratiquée. L'étude de la coupe pratiquée à l'extrémité est par les bulldozers indique que l'architecture interne du tumulus correspond à une structure alvéolaire identique à celle des tumuli A et C. En l'état des connaissances, aucune trace d'une chambre ou d'un coffre funéraire n'est attestée. Seule la présence de fossés (4 m à 4,50 m de large sur 1,50 m de profondeur) tout autour du tumulus a pu être constatée.

### Tumulus E
Ce tumulus, situé à l'extrémité est du site, n'a pas été fouillé. De forme circulaire, son diamètre est d'environ 15 m et sa hauteur atteint 0,70 m. Son aspect général extérieur correspond à celui du tumulus B avant sa fouille.

## Champ Châlon II
Le groupe de Champ Châlon II est situé à environ 600 m au sud-est des tumuli de Champ Châlon I. Il comporte deux tumuli désignés par les lettres A et B, aucun n'a été fouillé. Le tumulus A, le plus à l'ouest, est orienté nord-ouest/sud-est. Il mesure 32 m de long sur 11 m de large, pour une hauteur maximale à son extrémité ouest de 0,70 m. Sa hauteur décroît d'est en ouest. Les longs côtés (nord et sud) sont bordés par un fossé. Le tumulus B est situé à une centaine de mètres au sud-est du précédent. Il est orienté ouest-nord-ouest/est-sud-est. Il mesure 26 m de long sur 13 m de large et sa hauteur maximale, à l'ouest, est de 0,85 m. Là encore, sa hauteur décroît d'est en ouest et il est entouré d'un fossé sur les longs côtés.